# NGC 4860
NGC 4860 (другие обозначения — MCG 5-31-54, ZWG 160.215, DRCG 27-194, PGC 44539) — эллиптическая галактика (E2) в созвездии Волосы Вероники.
Относится к медленно вращающимся галактикам, на протяжении большей части радиуса галактики не наблюдается её систематического вращения. В профиле её поверхностной яркости наблюдается ядро угловым радиусом 0,5 секунды дуги.
Этот объект входит в число перечисленных в оригинальной редакции «Нового общего каталога».